# Oberalba
Oberalba is een kleine nederzetting in de Duitse gemeente Dermbach in  Thüringen. De gemeente maakt deel uit van het Wartburgkreis.  Oberalba wordt voor het eerst genoemd in een oorkonde uit 1183. Het dorp is vernoemd naar de Albabeek. In 1974 werd het samengevoegd met Dermbach.
Bernshausen · Brunnhartshausen · Dermbach · Diedorf · Föhlritz · Glattbach · Gehaus · Hartschwinden · Hohenwart · Lindenau · Lindigshof · Mebritz · Menzengraben · Neidhartshausen · Oberalba · Stadtlengsfeld · Steinberg · Unteralba · Urnshausen · Zella/Rhön